# رمي القرص
يرجع أصل لعبة رمي القُرص إلى زمن الألعاب اليونانية القديمة قبل الميلاد والتي تقدر ب 1100 عام ق.م، وفي ذلك الوقت كان القرص عبارة عن حجر مسطح ثم تطور إلى البرونز، وكانت المشكلة قديما اختلاف موازين الأقراص في عهد الإغريق بين الدول جميعها وكانت تتراوح بين 1,35 و 4,75 كغم.
و كان يرمى بطريقتين الأولى الرمية الحرة حيث كان اللاعب يركض في دائرة قطرها سبع أقدام والطريقة الثانية كان يرمى فيها القرص من منصة عالية مرتفعة 30 سم تقريبا عن الأرض، بحيث لم يكن مسموحا النزول منها أو التحرك فيها أي الرمي من الثبات.
و مع انتهاء الدورات الأوليمبية اليونانية اندثرت هذه اللعبة ولم تظهر هذه اللعبة إلى مع بداية الدورات الأوليمبية الإنجليزية الحديثة.
و قد دخلت هذه اللعبة كمسابقة في الألعاب الأوليمبية الحديثة عام 1896 م في أثينا، وقد حقق آنذاك اللاعب الأمريكي جاريت Garrett مسافة قدرها 29,12 م وكان الرمي آنذاك من الثبات ومنذ ذلك التاريخ بدأ الأداء الفني لرمي القرص يظهر على الوجود واللاعبين.

## الخطوات التعليمية
- يرمي الرياضيون القرص من دائرة قطرها متران ونصف المتر.
- يُمسك الرامي القرص في راحة إحدى يديه وتحيط أطراف أصابعه بالحافة.
- يدور الرامي أو الرامية دورة كاملة لتجميع السرعة والقوة ويقذف القرص في نهاية نصف دورة أخرى.
- تُدير أطراف الأصابع القرص حينما يترك يد الرياضي فيطير القرص في الهواء بوضع منبسط إلى حد ما.

لكي يحصل لاعب القرص على أطول مسافة ممكنة يجب أن ينطلق القرص بأقصى سرعة ممكنة، وبزاوية معينة ويمسك اللاعب القرص بيد واحدة ويدور بسرعة حول نفسه مرة ونصف المرة ويرميه بحركة ذراع جانبية ليجعله يسبح في الهواء.

## طريقة اللعب
- مسك القُرص ( القبض ).
- وقفة الاستعداد.
- المرجحة التمهيدية.
- الدوران.
- وضع الرمى
- الرمى و التخلص.
- حفظ التوازن.
- متابعة القرص.

## أهم القوانين
تطبق في رمي القرص قواعد رمي الكرة الحديدية نفسها، وحتى تكون المحاولة صحيحة، يجب أن تسقط الأداة في نقطة بين الحدين الداخليين لخطي مقطع الرمي. أما القرص فيُرمى من دائِرة قُطرها 2.50 م.
لا تحتسب الرمية إذا داست قدما الرامي خط الدائرة أو خارجها قبل وصول القرص إلى الأرض. يقيس الحكام الرمية من الطرف الداخلي للدائرة إلى أقرب نقطة لامس فيها القرص الأرض. وحسب القوانين الدولية، يحصل كل رياضي على ست رميات، إذا كان عدد المتسابقين ثمانية أو أقل. وإذا كان العدد أكثر من ثمانية رياضيين مشتركين، يحصل كل واحد منهم على ثلاث رميات. يُؤهّلُ الثمانية، أصحاب أطول الرميات، للأدوار النهائية، حيث يحصل كل واحد منهم على ثلاث رميات أخرى.

## مواصفات القرص
جسم بشكل صحن يصنع من الخشب أو من مادة أخرى مناسبة ويحيط به إطار معدني ذو حد دائري. وزن القرص الذي يستعمله الرجال (2) كيلو جرام وقطره حوالي 22 سم أما القرص الذي تستعمله السيدات فوزنه (1) كيلو جرام واحد وقطره حوالي 20 سم.